# Лебяжье (Северо-Казахстанская область)
Лебяжье (каз. Лебяжье) — село в районе Магжана Жумабаева Северо-Казахстанской области Казахстана. Административный центр Лебяжинского сельского округа. Находится примерно в 28 км к северо-востоку от города Булаево, административного центра района, на высоте 117 метров над уровнем моря. Код КАТО — 593653100.
В 7 км к северо-востоку от села находится озеро Половинное.

## История
Сторожевое укрепление Тоболо-Ишимской линии. Находилась на границе Российской империи и казахстанских степей, основана в 1752 году.
Начало истории села Лебяжье было положено возведением в 1752 году Российской Империей на юге Западной Сибири Ново-Ишимской (Горькой) Линии военных укреплений, входившей в состав так называемых Сибирских пограничных линий, предназначенных для защиты российских территорий от набегов степных кочевников. Она протянулась запада на восток — от правого берега река Тобол, через Тоболо-Ишимское междуречье до Омской крепости на реке Иртиш. Линия предоставляла собой цепь военных укреплении-крепостей, редутов, маяков. На берегу озера Лебяжьего было спроектировано строительство четырехугольной крепости, которая получила называния Лебяжье. Строительство ее было начато 24 июля 1752 года и окончено в 1755 году.
В настоящее время нельзя окончательно утверждать, когда была построена в крепости церковь. Так, в книге «Тобольская Епархия», изданной в 1892 году, в Омске говорится, что «в поселке Лебяжинском» «за ветхостью храма, построенного в 1786 году, построен вновь деревянный на каменном фундаменте во имя святого Пророка Божья Илии, в 1826 году». В описи имущества Пророка-Ильинской церкви поселка Лебяжинского Петропавловского уезда за 1923 год говорится о том, что церковь эта «преобразована в 1785 г. в октябре месяце и в 1826 г. по разрешению Императора Александра 2 перенесена» (ГАСКО.Ф.131.Оп.З.Д.69.Л.161). Кстати, перенос церкви, вероятнее всего, был произведен с территории крепости в поселок. В книгах — священника К. Скальского «Омская Епархия» (Омск, 1900) и священника И. Голошубина «Справочная книга Омской Епархии» (Омск, 1914) в качестве даты строительства храма указывается только 1826 год.
В то же время в Историческом архиве Омской области хранятся метрические книги Пророка-Ильинской церкви крепости Лебяжьей, начиная с 1774 года. В 1778 году в Лебяжинской церкви служит штат, состоящий из священника, дьячка и пономаря. В приходе, кроме крепости Лебяжьей, значится редуты Лосев и Чистый. Это позволяет предположить, что Пророка-Ильинская церковь в крепости Лебяжьей построена около 1786 года и вероятнее всего — в 1773—1774 годах, поскольку метрические книги могли вестись только в самостоятельном приходе с наличием постоянного причта.. Центр Лебяжьевского сельсовета Исилькульского района Омского округа Сибирского края. В 1932 году Лебяжьевский сельский совет был перечислен в состав Булаевского района Казахской АССР.
Не стоит путать с деревней Лебяжье (1650 г.) в Называевском районе Омской области, которая находится в 22 километрах северо-восточнее.

## Население
В 1999 году численность населения села составляла 778 человек (361 мужчина и 417 женщин). По данным переписи 2009 года, в селе проживало 650 человек (318 мужчин и 332 женщины).